# Vrbovka Lamyova
Vrbovka Lamyova (Epilobium lamyi) je druh rostliny z čeledi pupalkovité (Onagraceae).

## Popis
Jedná se o vytrvalou rostlinu dosahující výšky nejčastěji 20–100 cm. Oddenky jsou poměrně krátké, po odkvětu se vytváří nadzemní přisedlé růžice listů. Lodyha je většinou v horní části prutovitě větvená, zřídka jednoduchá, dole lysá, v horní části přitiskle pýřitá, od listů sbíhají 2–4 úzké linie, proto je lodyha hlavně nahoře zřetelně čtyřhranná. Listy jsou vstřícné, jen v horní části jsou střídavé, široce klínovitou bází přisedlé nebo až krátce řapíkaté, nesbíhavé. Čepele jsou nejčastěji úzce až podlouhle kopinaté, nasivěle zelené, asi 2–4 cm dlouhé a 0,5–1 cm široké, na okraji řídce pilovité, na každé straně s 12–24 víceméně rovnými zuby. Květy jsou uspořádány v květenstvích, vrcholových hroznech a vyrůstají z paždí listenu. Květy jsou čtyřčetné, kališní lístky jsou 4, nejčastěji 4 mm dlouhé. Korunní lístky jsou taky 4, jsou nejčastěji 5–8,5 mm dlouhé, na vrcholu mělce vykrojené, růžově nachové. Ve střední Evropě kvete nejčastěji v červenci až v září. Tyčinek je 8 ve 2 kruzích. Semeník se skládá ze 4 plodolistů, je spodní, čnělka je přímá, blizna je celistvá, kyjovitá. Plodem je asi 5,5–8,5 cm dlouhá tobolka, je přitiskle pýřitá, v obrysu čárkovitého tvaru, čtyřhranná a čtyřpouzdrá, otvírá se 4 chlopněmi, obsahuje mnoho semen. Hypanthia nejsou žláznatá. Semena jsou cca 1–1,2 mm dlouhá, na vrcholu s chmýrem a osemení je hustě papilnaté. Počet chromozómů je 2n=36.

## Taxonomie
Existuje blízce příbuzný a podobný druh vrbovka čtyřhranná (Epilobium tetragonum). Někteří autoři považují vrbovku Lamyovu pouze za poddruh vrbovky čtyřhranné. Vrbovka čtyřhranná má více zubaté listy, které jsou přisedlé, alespoň střední sbíhavé a mají širokou bázi. Je světle zelená, nikoliv nasivělá a má o málo menší květy.

## Rozšíření ve světě
Vrbovka Lamyova je rozšířena ve velké části Evropy, roste i ve Velké Británii. V jižní Evropě je ale vzácná, málo přesahuje do severní Afriky a vyskytuje se i na ostrově Madeira. Na východ je rozšířena i v evropské části Ruska a v Malé Asii. Byla zavlečena do Švédska, Finska a Chile.

## Rozšíření v Česku
V ČR se vyskytuje roztroušeně od nížin do podhůří, přibližně do 700 m n. m. Nejčastěji ji najdeme na lesních světlinách a mýtinách, cestách, nádražích, úhorech, v příkopech a na narušených travnatých svazích a náspech.